# Burg Alt-Gutenberg
Burg Alt-Gutenberg (slowenisch Hudi grad) ist eine Ruine bei Bistrica pri Tržiču (Feistritz) in der Gemeinde Tržič (Neumarktl) in der Gorenjska (Oberkrain) in Slowenien, an der Loiblpass-Straße unweit der Kärntner Grenze. Die Burg hieß ursprünglich Gutenberg (auch Gutten-, -berc, -berk und ähnlich) und nach dem Verlassen deutsch Alt-Gutenberg.

## Geschichte

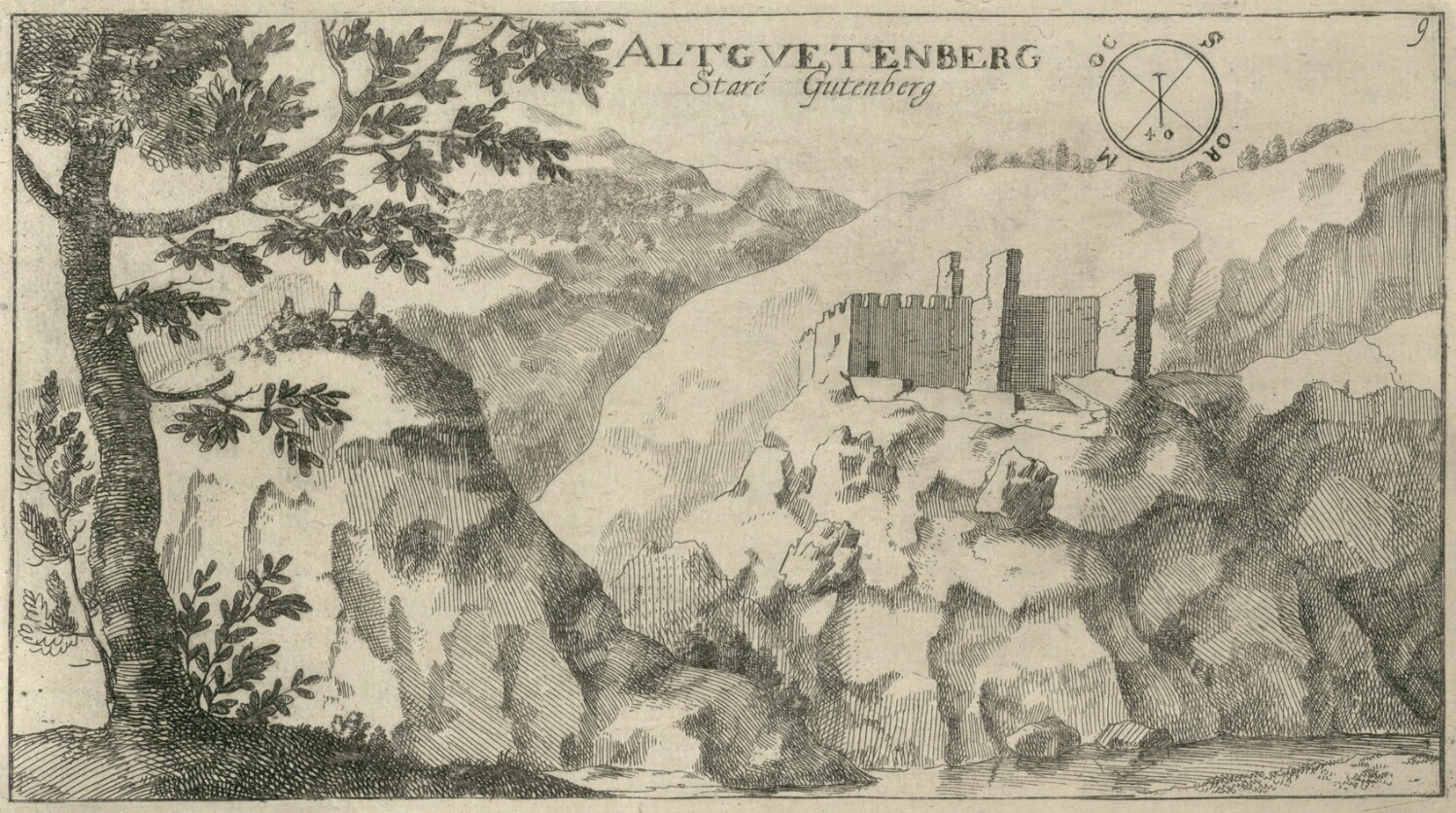
Alt-Gutenberg in den Ansichten von Johann Weichard von Valvasor

Die ursprünglichen Bauherren der Burg sind unbekannt. Ersterwähnung war 1156, ein domino Alberon de Guotenberg und seine Söhne bekamen von den Zisterziensern von Vetrinje fünf Güter bei Vipava. Diese Gutenberger waren vermutlich andechsische Ministerialen, gehörten vielleicht aber auch noch zu Brixen. 
Bei den Andechsern werden die Gutenberger bis 1228 genannt, schon Mitte des 13. Jahrhunderts waren sie wichtige Ministeriale der Spanheimer, und später standen sie im Dienst der Ortenburger. 
Ob dieses Herrengeschlecht schon auf der Burg saß, oder etwa noch auf einem Ansitz bei Pristava, dem Ort direkt südlich von Bistrica (deutsch: Gutenberg), ist unklar. Baudatierungen lassen eher eine Errichtung nach 1300 vermuten. Erste gesicherte Erwähnung der Burg selbst („vest ze Guotenberch“) ist erst 1330: Herzog Heinrich von Kärnten gab sie Peter von Liemberg zu Lehen – die ursprünglichen Gutenberger führten in Folge wohl den Spitznamen Cepel (Zaeppel) weiter.
1444 ging die Burg mitsamt Neumarktl an Georg von Lamberg († ~1438), der als zweiter Sohn des Wilhelm II. von Lamberg zu Lamberg (bei Steyr in Oberösterreich) hier eine Nebenlinie begründete. Sein Sohn Sigismund von Lamberg († 1488) wurde 1461/63 erster Bischof von Laibach (Ljubljana). Anton Josef von Lamberg (1687–1755) war Weihbischof und Dompropst in Passau. 
Beim schweren Erdbeben 1511 wurde die Burg stark beschädigt und nicht mehr instand gesetzt.
1557 bekamen die Lamberger von König Ferdinand I. die Erlaubnis, den Namen auf die Burg Glanz zu übertragen, die etwa 5 km westlich bei Slatna an der Straße nach Begunje lag. Die ursprüngliche Burg wurde ab dann Altgutenberg genannt, heute nennt man die Ruine „Hudi grad“ (‚schlechte/böse Burg‘).